# 罗伯·布莱尔
罗伯·布莱尔（英語：Robert Blair，1981年8月7日—），蘇格蘭男子羽毛球運動員，擅長雙打項目。

## 簡歷
罗伯·布莱尔8歲時開始接觸羽毛球運動，跟母親一起在訓練班打球。
2006年，罗伯·布莱尔夥拍安东尼·克拉克參加世界羽毛球錦標賽男子雙打比賽，贏得亞軍；同年，他們又贏得英聯邦運動會羽毛球比賽男雙銅牌、歐洲羽毛球錦標賽季軍，以及英格蘭全國賽冠軍。
2010年12月，罗伯·布莱尔決定轉為代表蘇格蘭，以爭取能在2014年代表自己的出生地出戰主場舉行的英聯邦運動會。

## 主要比賽成績
只列出曾進入準決賽的國際賽事成績：
| 年份   | 賽事                   | 公開賽級別 | 項目     | 拍檔                     | 成績   |
| ------ | ---------------------- | ---------- | -------- | ------------------------ | ------ |
| 2005年 | 香港羽毛球公開賽       |            | 男子雙打 | 安东尼·克拉克            | 準決賽 |
| 2007年 | 碧特博格羽毛球大獎賽   | 大獎賽     | 男子雙打 | David Lindley            | 亞軍   |
| 2007年 | 碧特博格羽毛球大獎賽   | 大獎賽     | 混合雙打 | 伊莫金·班克尔            | 亞軍   |
| 2008年 | 丹麥羽毛球超級賽       | 超級賽     | 混合雙打 | 伊莫金·班克尔            | 準決賽 |
| 2009年 | 德國羽毛球大獎賽       | 大獎賽     | 男子雙打 | 克里斯·爱德考克          | 準決賽 |
| 2010年 | 德國羽毛球大獎賽       | 大獎賽     | 混合雙打 | 伊莫金·班克尔            | 亞軍   |
| 2010年 | 蘇格蘭羽毛球國際賽     | 國際挑戰賽 | 男子雙打 | 保罗·范·里特维德         | 準決賽 |
| 2011年 | 馬來西亞羽毛球超級賽   | 超級賽     | 混合雙打 | 加布里·怀特              | 準決賽 |
| 2011年 | 德國羽毛球黃金大獎賽   | 黃金大獎賽 | 混合雙打 | 加布里·怀特              | 冠軍   |
| 2012年 | 保加利亞羽毛球國際賽   | 國際挑戰賽 | 男子雙打 | 陳斌生                   | 冠軍   |
| 2012年 | 保加利亞羽毛球國際賽   | 國際挑戰賽 | 混合雙打 | 吉莉·庫珀                | 準決賽 |
| 2012年 | 愛爾蘭羽毛球國際賽     | 國際系列賽 | 男子雙打 | 陳斌生                   | 準決賽 |
| 2012年 | 土耳其羽毛球國際賽     | 國際系列賽 | 男子雙打 | 陳斌生                   | 冠軍   |
| 2013年 | 法國羽毛球國際賽       | 國際挑戰賽 | 混合雙打 | 伊莫金·班克尔            | 冠軍   |
| 2013年 | 哈爾科夫羽毛球國際賽   | 國際挑戰賽 | 混合雙打 | 伊莫金·班克尔            | 冠軍   |
| 2013年 | 比利時羽毛球國際賽     | 國際挑戰賽 | 混合雙打 | 伊莫金·班克尔            | 準決賽 |
| 2013年 | 保加利亞羽毛球國際賽   | 國際挑戰賽 | 混合雙打 | 伊莫金·班克尔            | 冠軍   |
| 2013年 | 蘇格蘭羽毛球大獎賽     | 大獎賽     | 男子雙打 | 陳斌生                   | 準決賽 |
| 2013年 | 蘇格蘭羽毛球大獎賽     | 大獎賽     | 混合雙打 | 伊莫金·班克尔            | 冠軍   |
| 2013年 | 愛爾蘭羽毛球公開賽     | 國際挑戰賽 | 混合雙打 | 伊莫金·班克尔            | 亞軍   |
| 2014年 | 瑞典羽毛球大師賽       | 國際挑戰賽 | 混合雙打 | 伊莫金·班克尔            | 冠軍   |
| 2014年 | 德國羽毛球黃金大獎賽   | 黃金大獎賽 | 混合雙打 | 伊莫金·班克尔            | 冠軍   |
| 2014年 | 法國羽毛球國際賽       | 國際挑戰賽 | 混合雙打 | 伊莫金·班克尔            | 冠軍   |
| 2014年 | 西班牙羽毛球公開賽     | 國際挑戰賽 | 混合雙打 | 伊莫金·班克尔            | 冠軍   |
| 2014年 | 英聯邦運動會羽毛球比賽 | 其他       | 混合雙打 | 伊莫金·班克尔            | 銅牌   |
| 2014年 | 蘇格蘭羽毛球大獎賽     | 大獎賽     | 混合雙打 | 伊莫金·班克尔            | 冠軍   |
| 2015年 | 瑞士羽毛球國際賽       | 國際挑戰賽 | 混合雙打 | 皮娅·泽巴迪娅·贝尔纳德特 | 冠軍   |

| 2007-2017年 | 首要超級賽 | 超級賽 | 黃金大獎賽 | 大獎賽 | 國際挑戰賽 | 國際系列賽 | 未來系列賽 | 其他 |

| 2018-2026年 | 總決賽 | 超級1000賽 | 超級750賽 | 超級500賽 | 超級300賽 | 超級100賽 | 國際挑戰賽 | 國際系列賽 | 未來系列賽 | 其他 |

### 奧運會和世錦賽參賽紀錄
|          | 搭檔          | 2004 | 2005 | 2006 | 2007 | 2008 | 2009 | 2010 | 2011 | 2012 | 2013 | 2014 |
| -------- | ------------- | ---- | ---- | ---- | ---- | ---- | ---- | ---- | ---- | ---- | ---- | ---- |
| 男子雙打 | 安东尼·克拉克 | －   | －   | 亞軍 | 32強 | －   | －   | －   | －   | －   | －   | －   |
|          |               |      |      |      |      |      |      |      |      |      |      |      |
| 混合雙打 | Natalie Munt  | 16強 | 16強 | 16強 | －   | －   | －   | －   | －   | －   | －   | －   |
| 混合雙打 | 伊莫金·班克尔 | －   | －   | －   | －   | －   | －   | －   | －   | －   | －   | 32強 |